# Cameron MacPherson
Cameron MacPherson (* 29. Dezember 1998 in Glasgow) ist ein schottischer Fußballspieler, der zuletzt beim FC St. Johnstone spielte.

## Karriere
Cameron MacPherson wurde in Glasgow geboren. Seit seiner Jugendzeit spielte er beim FC St. Mirren in Paisley. Am 7. Oktober 2017 absolvierte MacPherson für die Saints sein erstes Spiel als Profi. Im Achtelfinale des Challenge Cup gegen die Raith Rovers wurde er in der 56. Spielminute für Gary Irvine eingewechselt. Zwei Wochen später spielte der junge Mittelfeldspieler erstmals in der 2. Liga gegen den FC Falkirk. Nach einem Spiel im Scottish FA Cup und zwei weiteren Spielen in der Liga gegen Dunfermline Athletic und Queen of the South, wurde MacPherson von Februar bis April 2018 an den Drittligisten FC Stranraer verliehen. Für den Verein lief er neunmal auf und erzielte ein Tor. Nach der Saison kam er zurück zu den Saints die in der Zwischenzeit in die Scottish Premiership aufgestiegen waren. Dort kam er am 5. Spieltag erstmals zum Einsatz, als sich die Saints mit einem Torlosen Unentschieden gegen Celtic Glasgow trennten. Am 15. Dezember 2018 erzielte MacPherson gegen den FC Aberdeen sein erstes Tor in der höchsten schottischen Liga.